# Вејнсборо (Мисисипи)
Вејнсборо (енгл. Waynesboro) град је у америчкој савезној држави Мисисипи.

## Демографија
По попису из 2010. године број становника је 5.043, што је 154 (-3,0%) становника мање него 2000. године.
| Група             | 2000.         | 2010.         |
| Белци             | 2.148 (41,3%) | 1.768 (35,1%) |
| Афроамериканци    | 2.977 (57,3%) | 3.120 (61,9%) |
| Азијати           | 19 (0,4%)     | 13 (0,3%)     |
| Хиспаноамериканци | 49 (0,9%)     | 98 (1,9%)     |
| Укупно            | 5.197         | 5.043         |